# Тон (Италија)
Тон (итал. Ton) је насеље у Италији у округу Тренто, региону Трентино-Јужни Тирол.
Према процени из 2011. у насељу је живело 1319 становника. Насеље се налази на надморској висини од 473 м.

## Становништво
Према резултатима пописа становништва 2011. у општини је живело 1.319 становника.
| 1931. | 1936. | 1951. | 1961. | 1971. | 1981. | 1991. | 2001. | 2011. |
| ----- | ----- | ----- | ----- | ----- | ----- | ----- | ----- | ----- |
| 1.448 | 1.443 | 1.488 | 1.370 | 1.300 | 1.189 | 1.172 | 1.199 | 1.319 |